# Березенко, Сергей Иванович
Сергей Иванович Березенко (укр. Сергій Іванович Березенко; 11 апреля 1984, Винница) — украинский политик и государственный деятель, руководитель Государственного управления делами (2014—2015). Во время выборов в народные депутаты Украины в 2015 году отличился тем, что подкупал выборцев в Чернигове наличными деньгами.

## Биография
Родился 11 апреля 1984 года в Виннице, в семье медиков. В 1991 году семья переехала в Киев.
В 2001 году с золотой медалью закончил Киево-Печерский лицей № 171 «Лидер», в 2006 — экономический факультет Киево-Могилянской академии.

## Карьера
В 2005 году — аналитик фондового рынка ЗАО «Тект-Брок». С сентября 2005-го работал на должности генерального директора ООО «Украинская буровая компания». С июня 2006 года — советник Киевского городского головы по вопросам семьи, молодежи, спорта и туризма. С сентября 2006-го возглавлял Главное управление по делам семьи и молодежи Киевской городской государственной администрации, с октября 2010 года по май 2012 года — Главное управление по вопросам семьи, молодежи и спорта КГГА.
10 июня 2014 года назначен на должность руководителя Государственного управления делами. 27 августа 2015 года был уволен с этой должности.
С 28 августа 2015 до 17 мая 2019 — внештатный советник Президента Украины.

## Политическая деятельность
В 2004 году был избран первым заместителем председателя Украинского Молодёжного «Собора», а с февраля 2005-го по июль 2006-го был председателем этой организации. В связи с вступлением на государственную службу принял решение о сложении полномочий председателя Молодёжного «Собора».
С 2005 года Березенко избран членом Центрального комитета партии «Собор». В феврале 2006 года возглавил молодёжное крыло Блока Леонида Черновецкого, в которое объединились студенты нескольких десятков высших учебных заведений Киева, с июня стал советником Киевского городского головы по вопросам семьи, молодежи, спорта и туризма.
В 2006—2014 годах — депутат Киевского городского совета пятого созыва от фракции Блок Леонида Черновецкого. Был председателем Подольского отделения «Фронта Перемен» Киева.
С апреля 2007 года был начальником Главного управления по делам семьи и молодежи Киевской городской государственной администрации.
В 2012 году на парламентских выборах познакомился с Петром Порошенко, в пользу кандидата от которого снялся дядя Сергея Березенко Анатолий Матвиенко.
В 2014 году, по данным espreso.tv, Березенко отвечал за работу «в полях», в частности, курировал организацию ячеек партии «Солидарность», а затем и местных штабов Порошенко (еще до заключения альянса с УДАРом Виталия Кличко), подбирал кадры для работы в окружных и участковых избирательных комиссиях.
26 июля 2015 года победил на довыборах в Верховную Раду Украины 8-го созыва на 205 одномандатном мажоритарном избирательном округе в Чернигове, набрав 35,9 % голосов. Избирательная кампания сопровождалась многочисленными скандалами, связанными с Березенко и его главным конкурентом — Геннадием Корбаном, на место депутата претендовало рекордное число кандидатов — 90 человек. Кандидатов обвиняли в подкупе избирателей, в применении «административного ресурса», раздаче гречки местному населению.. Однако в суде обвинения против кандидатов не были доказаны. В дальнейшем Березенко просил прощения у избирателей за подобную избирательную кампанию.
2 сентября 2015 года Сергей Березенко приступил к выполнению обязанностей народного депутата Верховной Рады Украины. На внеочередном заседании парламента он зачитал присягу. 3 сентября вошёл в состав фракции «БПП».
С 7 сентября 2016 — заместитель председателя депутатской фракции партии «Блок Петра Порошенко»
На местных выборах 25 октября 2015 года курировал работу «БПП» в восточных регионах Украины и ряде областей, в частности — Киевской, где работал совместно с Игорем Кононенко).
С 12 ноября 2015 года — избран членом Комитета Верховной Рады Украины по вопросам здравоохранения.
1 ноября 2018 года были введены российские санкции против 322 граждан Украины, включая Сергея Березенко.
В ходе президентских выборов 2019 года был заместителем главы избирательного штаба Петра Порошенко. На местных выборах 2020 года курировал полевую работу «Европейской солидарности».

## Критика
Работал в команде мэра Киева Леонида Черновецкого, за время пребывания на посту которого было розворовано значительную часть земель Киева.
Во время избирательного процесса (выборы 2015 года в Чернигове) был уличен в подкупе выборцев через оформления так званого "социального договора" ы выплату наличных денег. Помогал ему в этом действующий мэр Чернигова Атрошенко и начальник городского управления МВД в Чернигове Антон Шевцов.
16 июля 2015 года Геннадий Корбан и его сторонники заблокировали черную «Тойоту камри». В ней оказались сторонники Березенка с деньгами, документами и оружием (автоматы Калашникова, карабин, пистолеты и патроны к ним). Суд отказался расследовать дело, так как на второй день появился атовец, тоже кандидат в народные депутаты, Тарас Костанчук и заявил, что оружие его.
18 июля Корбан неожиданно для Березенка пригласил в один из штабов Березенка милицию и журналиста. В этом месте раздавали деньги за голос за Березенка. Следователи допрашивали пришедших черниговцев и те признались, что пришли за 400 грн.

## Семья
Отец — Иван Михайлович, заместитель главного врача Киевской городской больницы скорой помощи, совладелец инвестиционной компании «Кампас». Мать — Валентина Сергеевна, гастроэнтеролог. Дядя — украинский политик, последний руководитель Комсомола Украины и народный депутат Украины шести созывов Анатолий Матвиенко.
Вместе с женой Ульяной воспитывает троих сыновей — Александра, Ярослава и Луку.